# Église Saints-Côme-et-Damien de Vézelise
Pour les articles homonymes, voir Saint-Cosme et Saint-Damien.
L'église Saints-Côme-et-Damien est une église catholique située à Vézelise, en France.

## Localisation
L'église est située dans le département français de Meurthe-et-Moselle, sur la commune de Vézelise.

## Historique
Vézelise était l'ancienne capitale du comté de Vaudémont et le lieu de résidence préféré des comtes de Vaudémont.
Le droit de patronage de l'église a été donné en 1197 par l'évêque de Toul au chapitre de Bouxières.
L'église précédente du XIVe siècle a été ruinée par la guerre qu'a fait Antoine de Vaudémont à la mort de son oncle Charles II de Lorraine contre René d'Anjou qui avait hérité du duché de Lorraine. Antoine de Vaudémont, allié à Philippe le Bon et aux Anglais, bat René d'Anjou à la bataille de Bulgnéville, le 2 juillet 1431, et le fait prisonnier, mais l'opposition de Sigismond de Luxembourg, empereur des Romains en 1433, ne lui permet pas d'obtenir le duché de Lorraine. René d'Anjou est resté prisonnier du duc de Bourgogne, à Dijon, jusqu'en 1437. Pour garantir la paix, le fils d'Antoine de Vaudémont, Ferry II, est marié en 1445 avec la fille de René d'Anjou, Yolande.
La paix revenue en 1441, Ferry II, comte de Vaudemont, entreprend la reconstruction de l'église. Charles Féron, procureur au bailliage de Vaudémont, mort en 1750 a écrit un manuscrit Origines du comté de Vaudémont dans lequel on peut lire :

« L'église fust commancée par des fondements en 1450 : ce qui justifié par une ordonnace au bas d'une requêtte donnée par le duc Ferry second de Lorraine, en datte du 20e janvier 1450, par laquelle il ordonne à tous les villages du comté de faire les voitures tant pour les pierres et bois qu'autres choses nécessaires pour bât.ir laditte église et donne à prendre dans les bois de la gruerie dudit comté tous les bois aussy nécessaires pour la construction de laditte église de même que toutes les pierres nécessaires aux pierieres de Viterne et Germiny et Faviere en payant aux carrieurs par chacun pied de taille un gros à prendre dans la recette de notre dit comté. La première pierre fut posée par le duc Ferry second, le 20e avril 1458 ». Cependant les travaux ont peu avancés car René d'Anjou lui a confié la lieutenance générale du royaume de Sicile. Il est peu présent dans son comté qui est sorti appauvri de la guerre. L'historien Nicolas Fremy, tabellion à Vézelise en 1716 a écrit dans La coutume de Vaudémont : « Les guerres estant survenues après que les fondements furent achevés, ils furent abandonnés pendant plusieurs années, la ville et le comté de Vaudémont fust derechef ruiné ». »

René II de Lorraine a accordé des avantages aux habitants de Vézelise pour l'achèvement de leur église par des mandements en 1473 et 1475. Mais il faut le retour de la paix après la bataille de Nancy, en 1477, pour voir le chantier de l'église repartir. René II accorde des privilèges aux habitants de Vézelise en 1486.
Les auteurs du XVIIIe siècle donnent pour l'année d'achèvement des travaux, 1520, et indiquent qu'elle a été consacrée par le cardinal Jean de Lorraine, le 6 mai 1521. Mais le curé de Vézelise écrit dans un questionnaire de 1842 : « Ce bel édifice n'eut sa perfection qu'en 1517 et l'on y a célébré la première messe le 27 septembre, fête des saints Côme et Damien à qui il fut dédié. Cette église fut consacrée par Jean, cardinal de Lorraine, le 6 mai 1518, en présence d'Antoine de Vaudémont qui signa l'acte de consécration qui se trouve dans les archives de Toul ».
La décoration et l'ameublement sont en cours en 1523. Le duc a offert le retable du maître-autel en 1541.

## Protection
L'édifice est classé au titre des monuments historiques par arrêté du 5 juin 1907.